# Gianfranco Dalmasso
Gianfranco Dalmasso (Milano, 1943) è un filosofo, storico della filosofia e traduttore italiano. Professore ordinario di Filosofia Teoretica presso l'Università degli Studi di Bergamo, è anche presidente onorario della Società Italiana di Filosofia Teoretica.

## Biografia
Laureatosi all'Università Cattolica di Milano, ha svolto i suoi studi di perfezionamento a Parigi, all'École Normale Supérieure e all'École des hautes études en sciences sociales. Allievo di Jacques Derrida, ha introdotto il pensiero di questo autore in Italia con le traduzioni di La voix et le phénomène (Jaca Book 1968; ult. rist. 2010) e di De la grammatologie (Jaca Book 1969, ult. rist. 2012).
Dai problemi del soggetto del discorso e della genesi del significato nel dibattito sul nichilismo i suoi interessi si sono rivolti alla questione della struttura della razionalità in rapporto all'etica nel pensiero greco ed agostiniano e, più recentemente, nel pensiero di Hegel.
Ha insegnato nelle Università della Calabria e Università degli Studi di Roma "Tor Vergata". 
È membro del Collegio docenti del Dottorato di ricerca in Filosofia della Scuola Normale Superiore di Pisa e del Dottorato di ricerca in Studi Umanistici Interculturali presso l'Università degli Studi di Bergamo.
È autore di vari saggi e membro del Comitato scientifico di Phasis. European Journal of Philosophy, Oltrecorrente, di Magazzino di Filosofia e della Rivista Internazionale di teologia e cultura Communio.

## Opere
- Il ritorno della tragedia. Essere e inconscio in Nietzsche e in Freud, Milano: Franco Angeli, 1985
- La verità in effetti. La salvezza dell'esperienza nel neo-platonismo, Milano: Jaca Book, 1996
- Chi dice io. Razionalità e nichilismo, Milano: Jaca Book, 2005
- Hegel, probabilmente. Il movimento del vero, Milano: Jaca Book, 2015